# دهنو ياسوج (سررود الشمالي)
دهنو یاسوج (بالفارسية: دهنو یاسوج) هي قرية تقع في إيران في قسم سررود الشمالي الريفي. يقدر عدد سكانها بـ 223 نسمة .